# 老人の肖像 (レンブラント)
『老人の肖像』（ろうじんのしょうぞう、蘭: Portret van een oude man、英: Portrait of an Elderly Man）は、オランダ絵画黄金時代の巨匠レンブラント・ファン・レインが最晩年の1667年にキャンバス上に油彩で制作した絵画である。画面の中央部分の左端に「Rembrandt / f. 1667」という画家の署名と制作年が記されている。1999年以来、デン・ハーグのマウリッツハイス美術館に所蔵されている。

## 作品
画面の老人は無造作に椅子に腰かけており、その無頓着な様子はレンブラントが生涯に数多く描いた肖像画の中でも異例である。くつろいだ様子のほかにも、普段着であるのも珍しい。さらに黒い帽子は斜めになり、上着のボタンは途中まで外れ、襟の紐もほどけて、だらしないこと著しい。肖像画のモデルになる人物は自身が一番良く見えるようにしたというのに、彼は髭を剃る手間も惜しんだらしく、頬にも二重顎にも白い無精髭が目立つ。

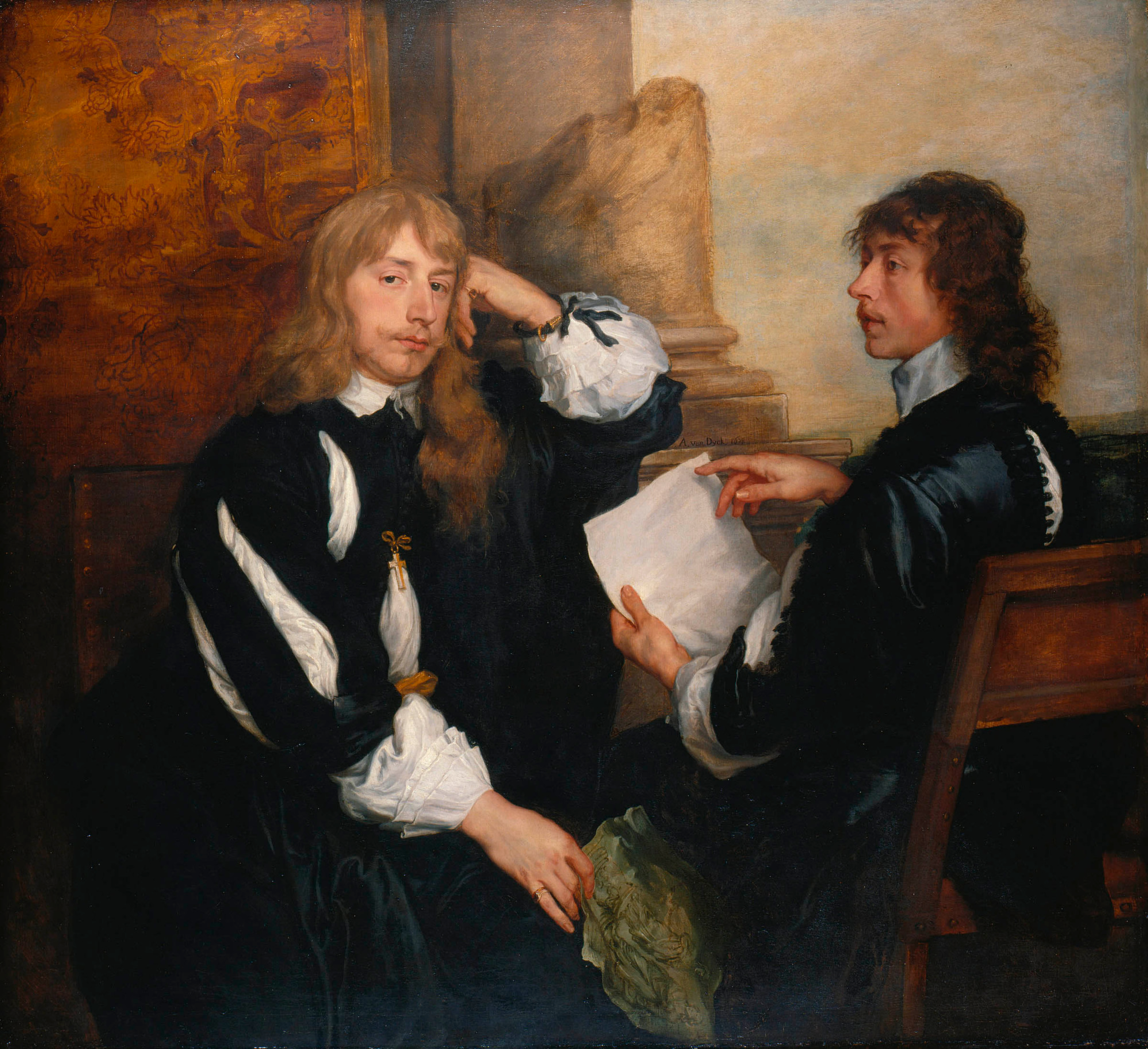
ヴァン・ダイク『トーマス・キリグルーとウィリアム・クロフツ卿の肖像』 (1638年)、 バッキンガム宮殿、ロンドン

この絵画は、フランドルの巨匠ヴァン・ダイクの優雅な肖像画が一世を風靡する時代に描かれた。上流社会の鑑のように身づくろった紳士、淑女を繊細に描いたヴァン・ダイクの肖像画とこの肖像画ほど異質なものはない。17世紀の型通りの肖像画の範疇を超えている本作は、おそらく非公式の依頼によるものである。モデルはレンブラントの友人であったのかもしれない。
人物はロドウェイク・ファン・ルディク (Lodwijk van Ludick, 1607-1669年) であった可能性があり、アムステルダムの芸術界で影の薄い、芸術家とはいえない存在であった。彼は1653年からレンブラントの協力者で、芸術、不動産、現金などの取引をし、1650年代にレンブラントを金銭的に援助した。しかし、自身の経済状況が悪化したので、所有していた美術コレクションを売却しなければならなかった。
レンブラントは晩年の作品で、際立った技巧、人間の感情をきわめて自然に描く表現力を発揮した。画家の見事な技巧を示す本作は非常に保存状態がよく、晩年の彼の筆と絵具の使い方をつぶさに観察することができる。その技術は多岐にわたる。たとえば、老人の顔と白い襟は絵具を厚く塗り重ねて細部を表現しているのに対し、手は思い切りのよい筆遣いで手早く描かれて、部分的に茶色の地塗りが透けて見える。同様に地塗りが露わになっている黒いマントの絵具の塗りは薄くしつつ、戯れの中に的確な筆遣いを見せている。このように多様な描き方をするのに、レンブラントは太さも硬さも様々な多くの種類の筆を必要とした。彼はまた、乾く前の絵具を引っ掻くのにパレットナイフや筆の端も用いた。帽子の下の白髪は、そうした技法で描かれたものである。
キャンバスは描かれた当時の形を保ち、4辺も鋲を打った当初のままである。ゆえに、画面からはみ出している右手と左腕は画家が意図して描いたもので、それが本作に臨場感と生命感を与えている。